# Intel iPSC/860
Intel iPSC/860 - массово-параллельный суперкомпьютер, выпущенный компанией Intel в 1990 году. Представитель семейства персональных суперкомпьютеров Intel iPSC. Был выпущен на замену Intel iPSC/2 и сам впоследствии был замещён моделью Intel Paragon.
Intel iPSC/860 состоит из 128 процессорных узлов соединенных в гиперкуб, при этом каждый узел содержит либо 64-битный RISC-микропроцессор Intel i860 (узел RX), либо 80386 (узел CX). Так как каждый из процессоров i860 представлял собой суперкомпьютер в миниатюре с производительностью 80 MFLOPS, в целом система по производительности превосходила многие суперкомпьютеры того времени.
Как и предшествующие компьютеры серии, iPSC/860 имела управляющий компьютер (System Resource Manager). В качестве внешнего запоминающего устройства обычно устанавливались жёсткие диски со специальной файловой системой Concurrent File System (CFS). На каждом узле была запущена операционная система NX/860. Управляющий компьютер работал под управлением UNIX.